# Titularbistum Noba
Noba war eine antike Stadt in der römischen Provinz Mauretania Caesariensis im Norden von Algerien.
Noba ist ein ehemaliges Bistum der römisch-katholischen Kirche und heute ein Titularbistum.
| Titularbischöfe von Noba |                                                     |                                                                             |                  |                   |
| Nr.                      | Name                                                | Amt                                                                         | von              | bis               |
| 1                        | William Joseph Trudel MAfr                          | Apostolischer Vikar von Tabora (Tanganjika-Territorium/Tanganjika/Tansania) | 25. April 1933   | 6. Oktober 1968   |
| 2                        | Eduardo Koaik                                       | Weihbischof in São Sebastião do Rio de Janeiro (Brasilien)                  | 22. Oktober 1973 | 30. November 1979 |
| 3                        | Hubert Marie Pierre Dominique Barbier               | Weihbischof in Annecy (Frankreich)                                          | 6. Oktober 1980  | 19. Mai 1984      |
| 4                        | Romeo Panciroli MCCJ Titularerzbischof pro hac vice | Diplomat des Heiligen Stuhls                                                | 6. November 1984 | 16. März 2006     |
| 5                        | Fernando Natalio Chomalí Garib                      | Weihbischof in Santiago de Chile (Chile)                                    | 6. April 2006    | 20. April 2011    |
| 6                        | Gilson Andrade da Silva                             | Weihbischof in São Salvador da Bahia (Brasilien)                            | 27. Juli 2011    | 27. Juni 2018     |
| 7                        | Janusz Mastalski                                    | Weihbischof in Krakau (Polen)                                               | 3. Dezember 2018 |                   |